# Miss Espoir
Pour les articles homonymes, voir Espoir.
Miss Espoir, de son nom civil Enagnon Omonloto Ahmada, née le 24 janvier 1980 à Porto-Novo au Bénin, est une artiste et auteure-compositrice-interprète béninoise qui a débuté en 2006 avec l'album Bougez. 
Elle est l'initiatrice du projet Cœur d'Or, un projet au profit des personnes vulnérables et démunies au Bénin.

## Biographie

### Enfance
Miss Espoir est née le 24 janvier 1980 à Porto-Novo. Fille de Yaovi Ahamada, un ancien gardien de but des Dragons de l’Ouémé et de Joséphine Noukpo, elle est issue d’une famille polygame.
Elle apprend à l'âge de cinq ans qu'elle a contracté la poliomyélite, non vaccinée car sa mère n'avait pas l'argent pour la vacciner ainsi que ses frères.
Elle participe dès son jeune âge malgré son handicap physique (la poliomyélite) à des manifestations culturelles dans les écoles et dans les chorales des églises de sa ville natale de Porto-Novo, influencée et entraînée par des aînés dont Vivi l'internationale, le producteur André Quenum et M'Pongo Love victime de la poliomyélite comme elle.

### Carrière musicale
Miss Espoir travaille en 1998 en tant que secrétaire au studio Musigerme d'André Quenum. Sa carrière musicale débute dans cet même studio en 2006 avec son premier album de sept titres intitulé Bougez, dont les titres Mayi O et Maman Dagbé. Elle sort par la suite plusieurs albums et singles. Dans son titre Vilaine polio elle exprime les difficultés que ce mal lui a causé et sensibilise les parents à vacciner leurs enfants contre la poliomyélite.  Elle lance en 2019 son single à fort succès nommé Championnat; elle y projette les regards sur un fait traditionnel béninois, la rivalité qui oppose souvent deux femmes lorsqu'elles se retrouvent intéressés par le même homme.

### Engagements sociaux
L'actrice béninoise est connue pour son engagement dans le social. Elle s'est donné pour vocation de distiller la joie dans les milieux qui en manquent. Elle commence par des concerts périodiques dans les casernes des Forces armées béninoises. Elle initie ensuite Cœur d'or, un projet où  elle organise périodiquement des concerts pour la collecte de vivres aux profit des personnes vulnérable, notamment les enfants abandonnés et les prisonniers,. Chaque année elle fait de la collecte de dons et de vivres qu'elle met à la disposition des couches les plus vulnérables.
Le 16 août 2017, elle crée la Fondation Yaovi Ahamanda, en hommage à son père. « La Fondation Yaovi Ahamada organisera la fête de Noël pour les enfants, des campagnes de collecte de vivres pour les enfants déshérités à travers le concept « Cœur d’or », égaiera les hommes en arme chaque année au cours d’un spectacle inédit et ira au secours des couches sociales défavorisées, tout en s’activant dans plusieurs autres secteurs sociaux», explique Miss Espoir. Le 17 juin, le premier concert de la fondation est organisé au quartier général de l’état-major général des Forces armées béninoises avec entre autres : Pélagie la vibreuse, Sèna Noble, Nikanor, Lady G, Lyz Yèhoué, Ras I Baré, Ya Salam, Alby.

## Albums

### Seconde Chance
Seconde Chance est le troisième album de Miss Espoir. Il s'agit d'un album de douze titres lancé officiellement le jeudi 5 mai 2016 à l'hôtel Novotel Orisha de Cotonou. Engagement, refoulement, hommage, espérance malgré les dédales de la vie sont les thèmes abordés dans ce nouvel opus qui connaît l'invitation plusieurs artistes personnalités béninois dont Franck Megnansan, Jah Baba, Maestro Mechac Adjaho, Richard Flash, Nila Djogbé, Fo Logozo, Jerry Sinclair de radio Waka waka, Marion Akpo, Alain Déguenon de Pluriel, Mutant Kokpémédji.

### Parfum Chocolat
Parfum Chocalat est le deuxième album de Miss Espoir. Cet album, lancé officiellement au complexe  Le Chevalier  de Cotonou, est composé de huit titres dont  Bougez  une version remix du titre éponyme de son premier album; et bien d'autres titres tels que  Tu es périt où l’artiste exprime la perte de ses deux parents,  Mes erreurs  qui est un titre qui exprime des regrets, Amour sans problème  et le Parfum Chocolat  qui est le titre de l’album.

### Bougez
Bougez est le premier album de Miss Espoir. Il s'agit d'un album de sept titres dont Mayi O et Maman Dagbé.

## Prix et distinctions
- Un prix spécial pour sa constante présence dans le Bénin top 10 de la musique béninoise, complexe Black Lotus, 11 mars 2016[4].
- Un tableau d’honneur pour son travail artistique, Vivance Productions[4].